# Wittemermolen
De Wittemermolen is een watermolen even buiten Wittem in de Nederlandse provincie Limburg, aan de N595. Het gebouw is een rijksmonument.
De molen is een middenslagmolen die gebruikt is om koren te malen, en gebruikt het water van de molentak van de Selzerbeek.

## Geschiedenis
De zijtak van de Selzerbeek werd in 1731 aangelegd voor de drinkwatervoorziening van het in die tijd door de Heren van Wittem gebouwde klooster der Paters Kapucijnen (kort na 1836 overgenomen door de Orde der Redemptoristen) in Wittem. Bij Partij werd hiervoor het water afgetapt van de Selzerbeek en werd over iets minder dan een kilometer naar het klooster geleid. Hiervoor werd in de Selzerbeek een verdeelwerk aangelegd.
In 1835 kregen de gebroeders Simon en Jan Mathijs Merckelbach van de provincie Limburg toestemming om een watermolen te bouwen langs de weg naar Wijlre.
Voor de voeding van het water werd een vijver aangelegd. Deze vijver werd gevoed via een molentak die werd gegraven als verlenging van de aftakking naar het klooster. Het molengebouw, opgetrokken uit baksteen en voorzien van een zadeldak, werd over de beek gebouwd. Hierbij werd het inpandig opgehangen, houten waterrad en de maalinrichting, eveneens van hout, in het molengebouw over de molenbeek heen gebouwd. De gedachte hierbij was om ook bij winterse omstandigheden te kunnen malen. Het rad had een middellijn van 5,93 m en een breedte van 1,54 m. Het water werd uit de vergaarvijver op as-hoogte van het molenrad aangevoerd en op de schoepen geleid.
De familie Merckelbach was na de Franse Tijd in het bezit gekomen van het Kasteel Wittem. Na het overlijden van beide broers vererfde de molen in 1851 aan Jan Joseph Merckelbach, rentenier te Wittem. In 1881 werd de molen aangekocht door de toenmalige burgemeester van Wittem en lid van Gedeputeerde Staten, Jan Mathijs Hubert Merckelbach. Bij de boedelscheiding in 1907 werden de vier kinderen van Jan Mathijs Merckelbach elk voor ¼-deel eigenaar van de molen. De molen bleef in de familie Merckelbach tot 1963, toen ze werd aangekocht door Maria Catharina Hubertina Keulers. De molen was toen al een aantal jaren buiten bedrijf. De vader van Maria Keulers werd als pachter tevens de nieuwe molenaar. Na zijn overlijden in 1972 verkocht Maria Keulers de molen aan de directeur van Campina Sittard, Wilhelmus Johannes Henricus Derks.
In zijn ruim 175-jarig bestaan heeft de molen weinig veranderingen ondergaan, alleen het waterrad is diverse malen vervangen. Het huidige rad is een ijzeren hoog-middenslagrad met zijbeplating, waarbij het water net boven de as aan het rad wordt toegevoerd. Het rad heeft een middellijn van 5,1 m en een breedte van 1,4 m en heeft aan de voet een gemetselde krop. De molen heeft een houten ondergangwerk en de maalinrichting heeft twee koppels 16der kunststenen en één koppel 17der kunststenen.
In 1977 werd de molen door de Stichting Nieuwland gekocht voor een bedrag van fl. 140.000. Stichting Nieuwland heeft de molen, die in ernstig verval geraakt was, gerestaureerd en in 1978 verkocht aan de Stichting Het Limburgs Landschap. Eind 2008/begin 2009 is het binnenwerk van de molen vernieuwd en is de molen weer maalvaardig. Eind 2015 is men begonnen met het weer bruikbaar maken van de molentak van de Selzerbeek om de molen weer te laten draaien. 

## Externe links

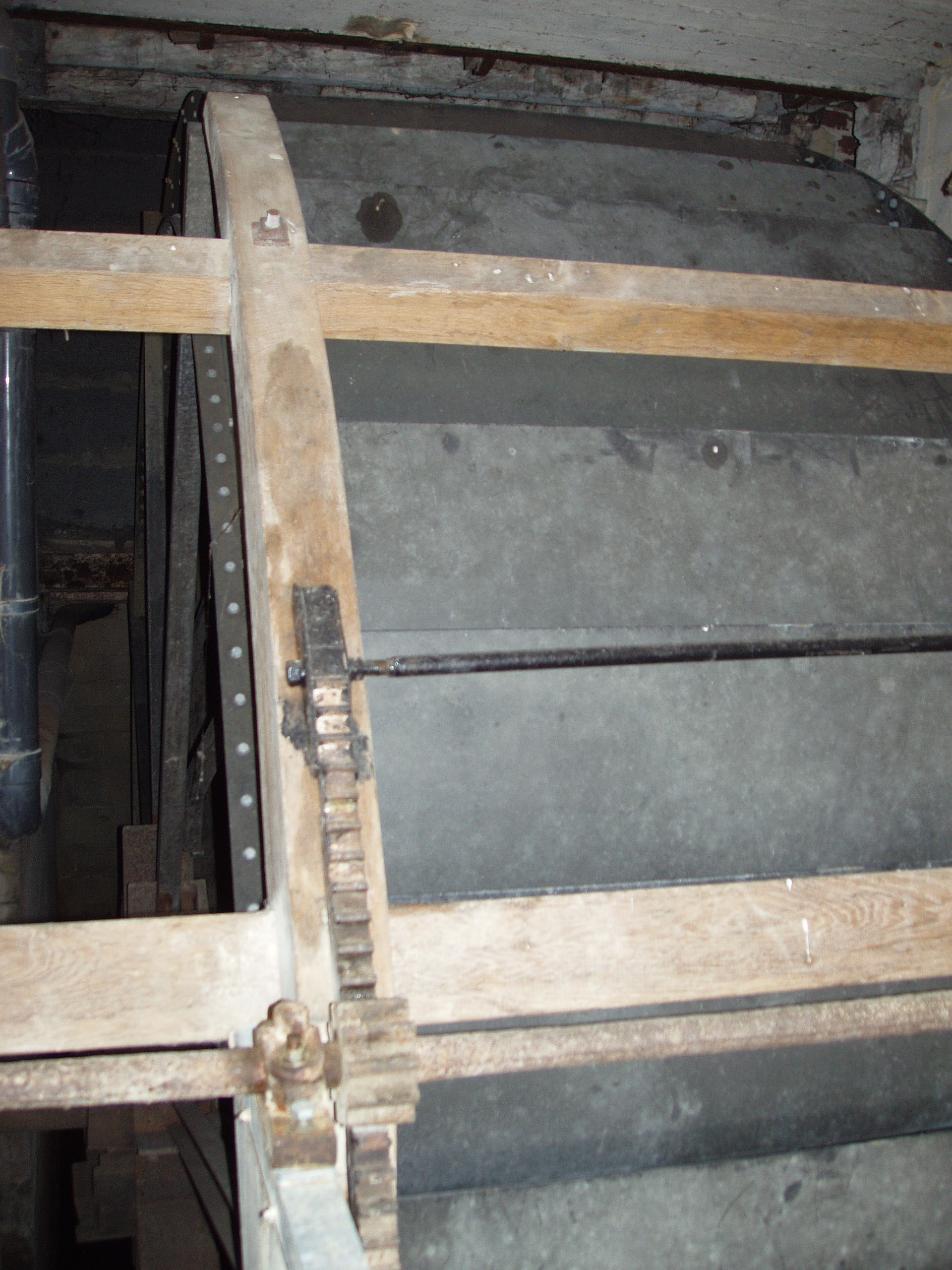
Vernieuwd binnenwerk
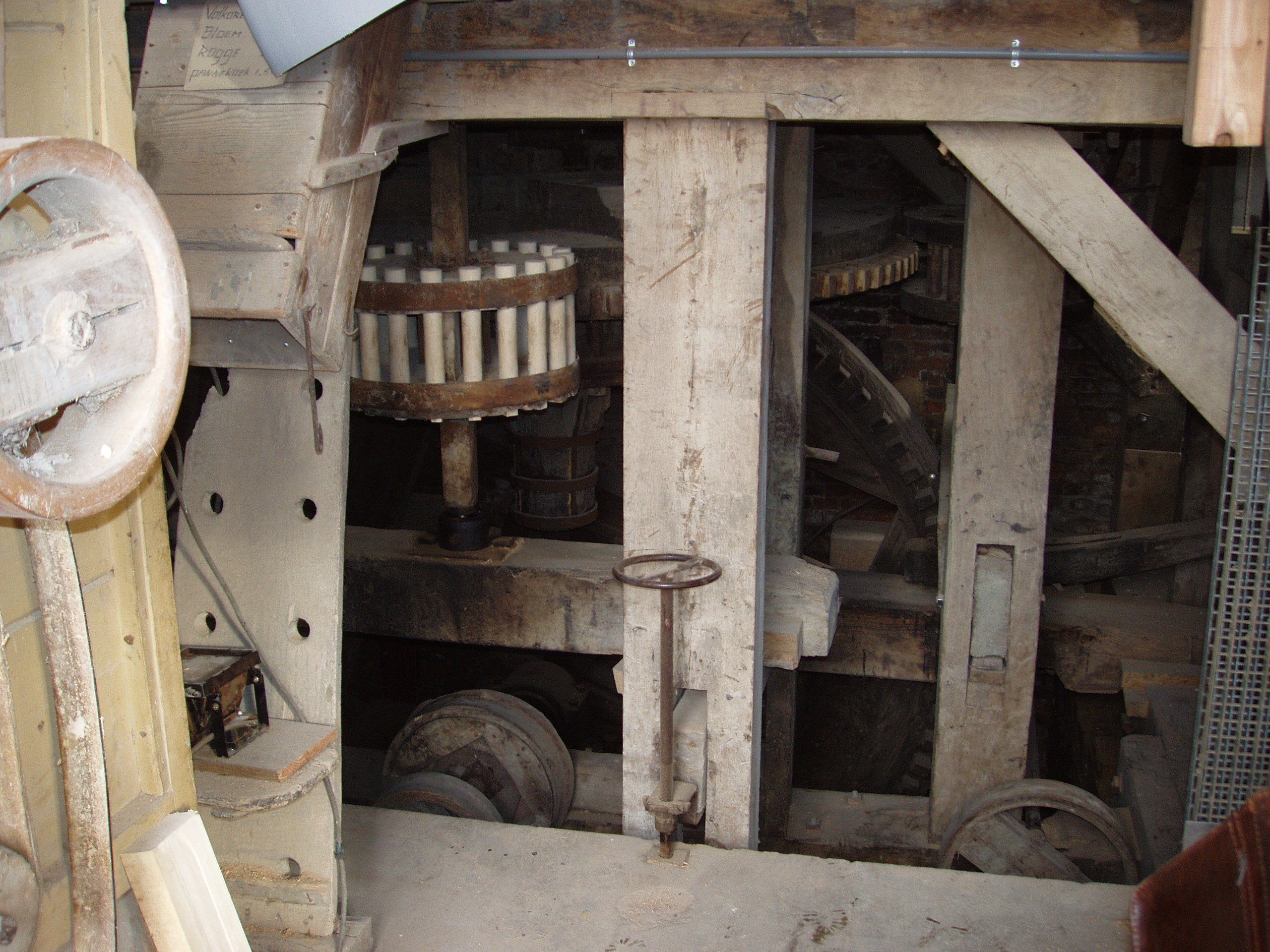
gefotografeerd
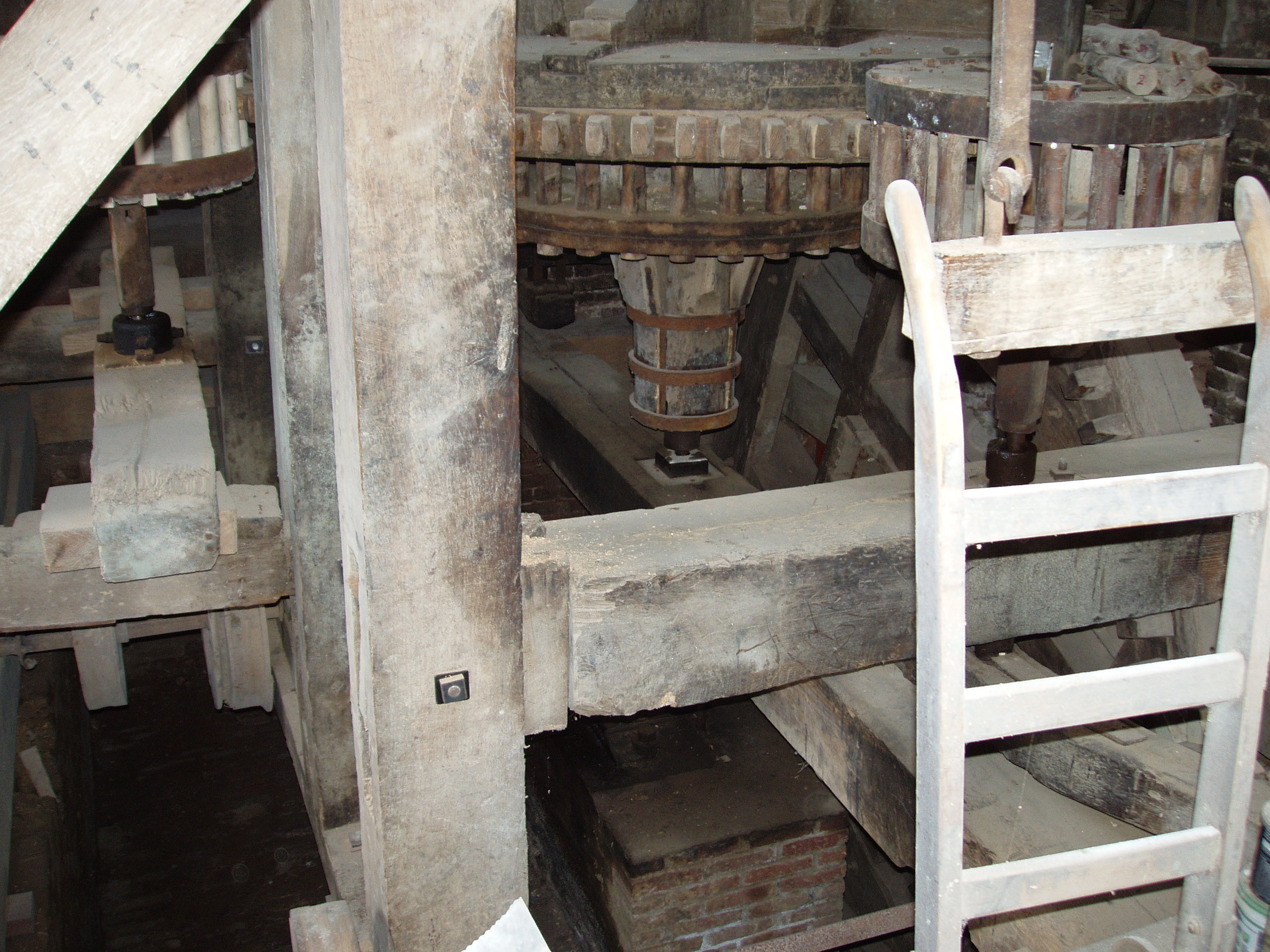
in januari 2009
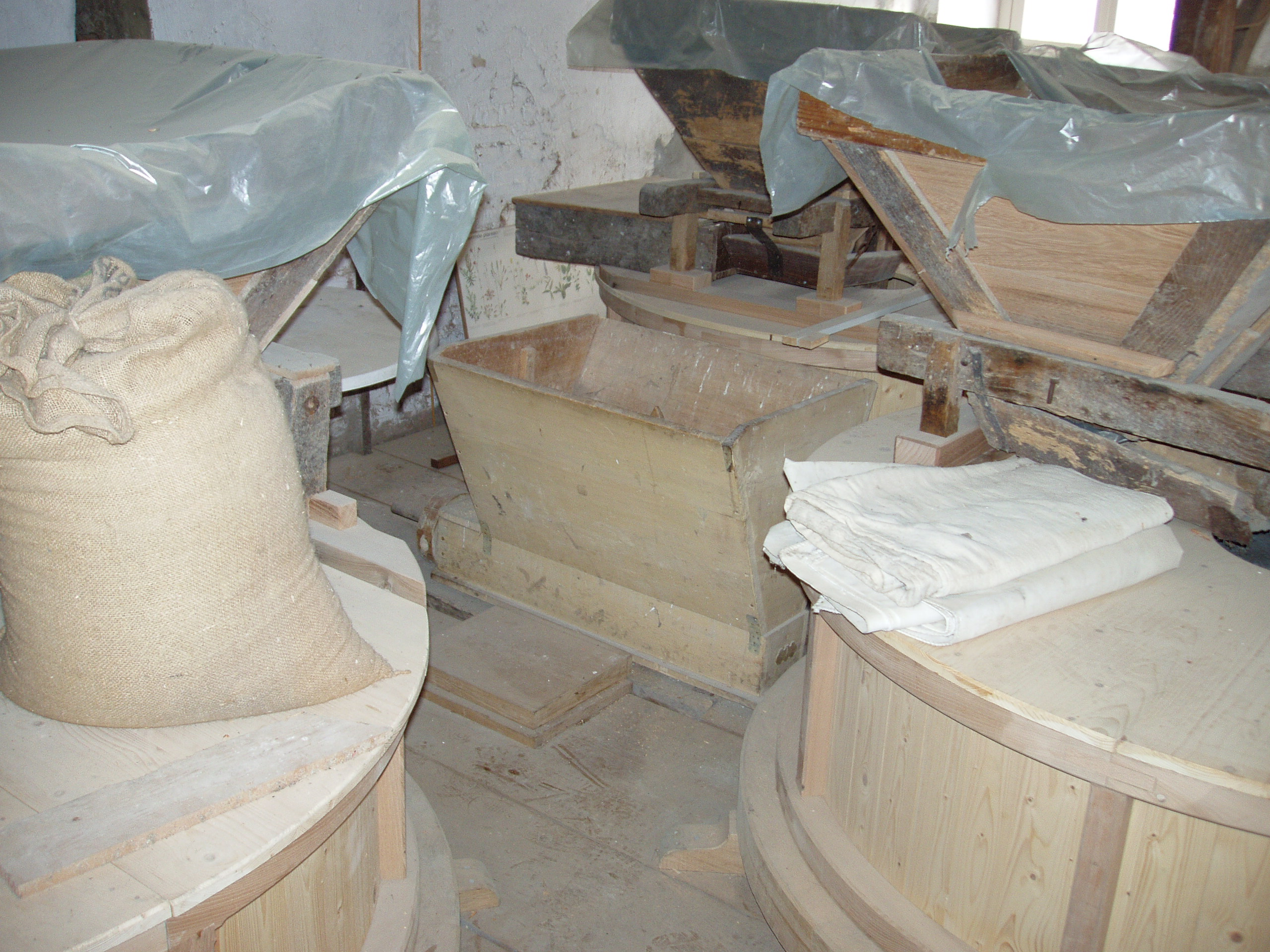
bij een kijkje naar binnen
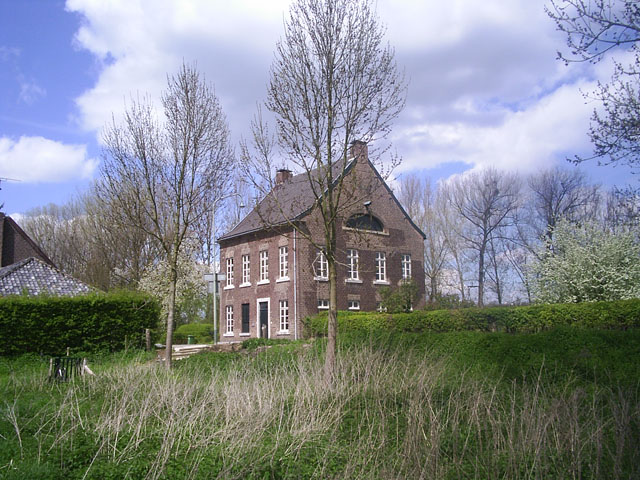
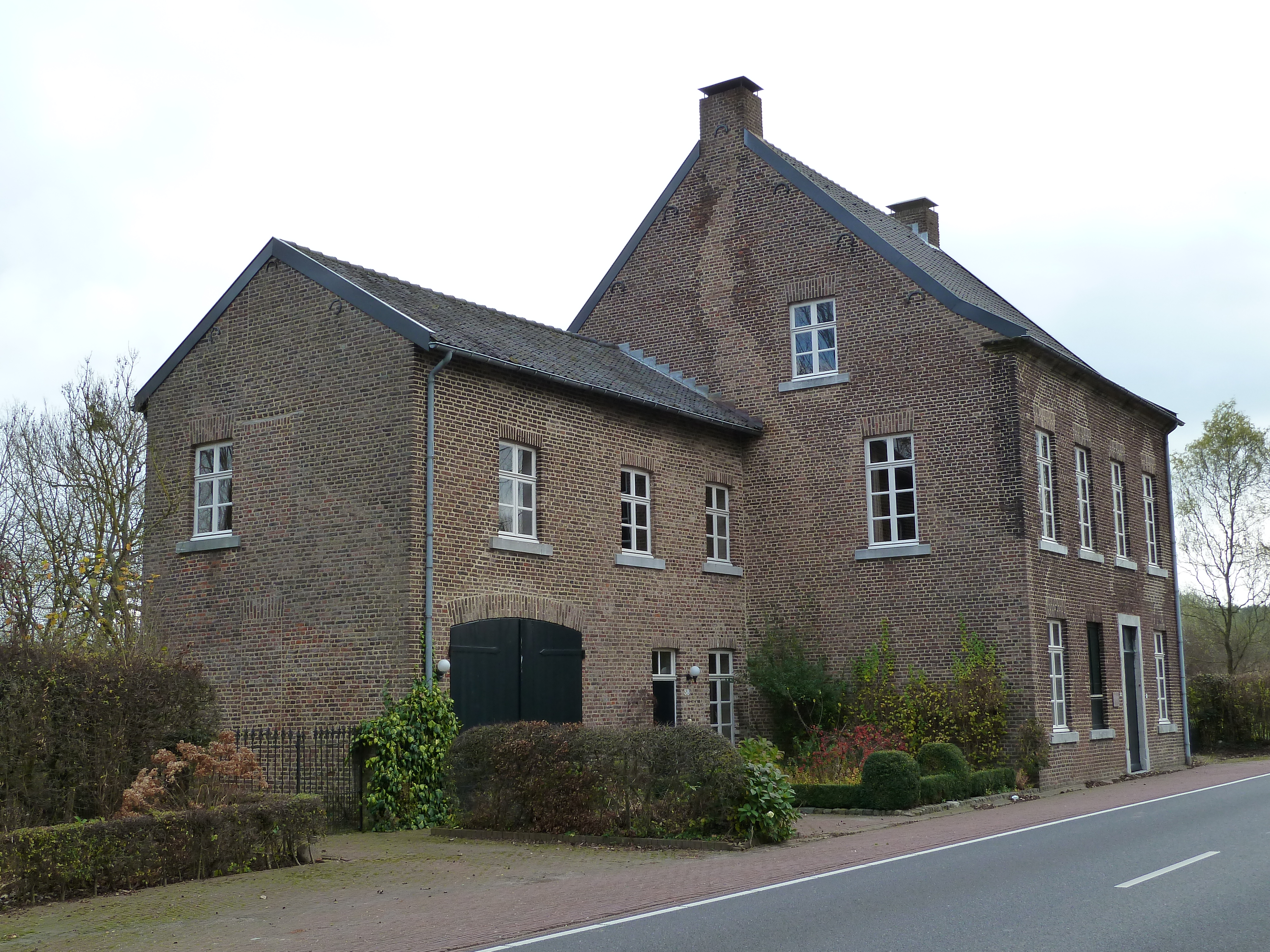
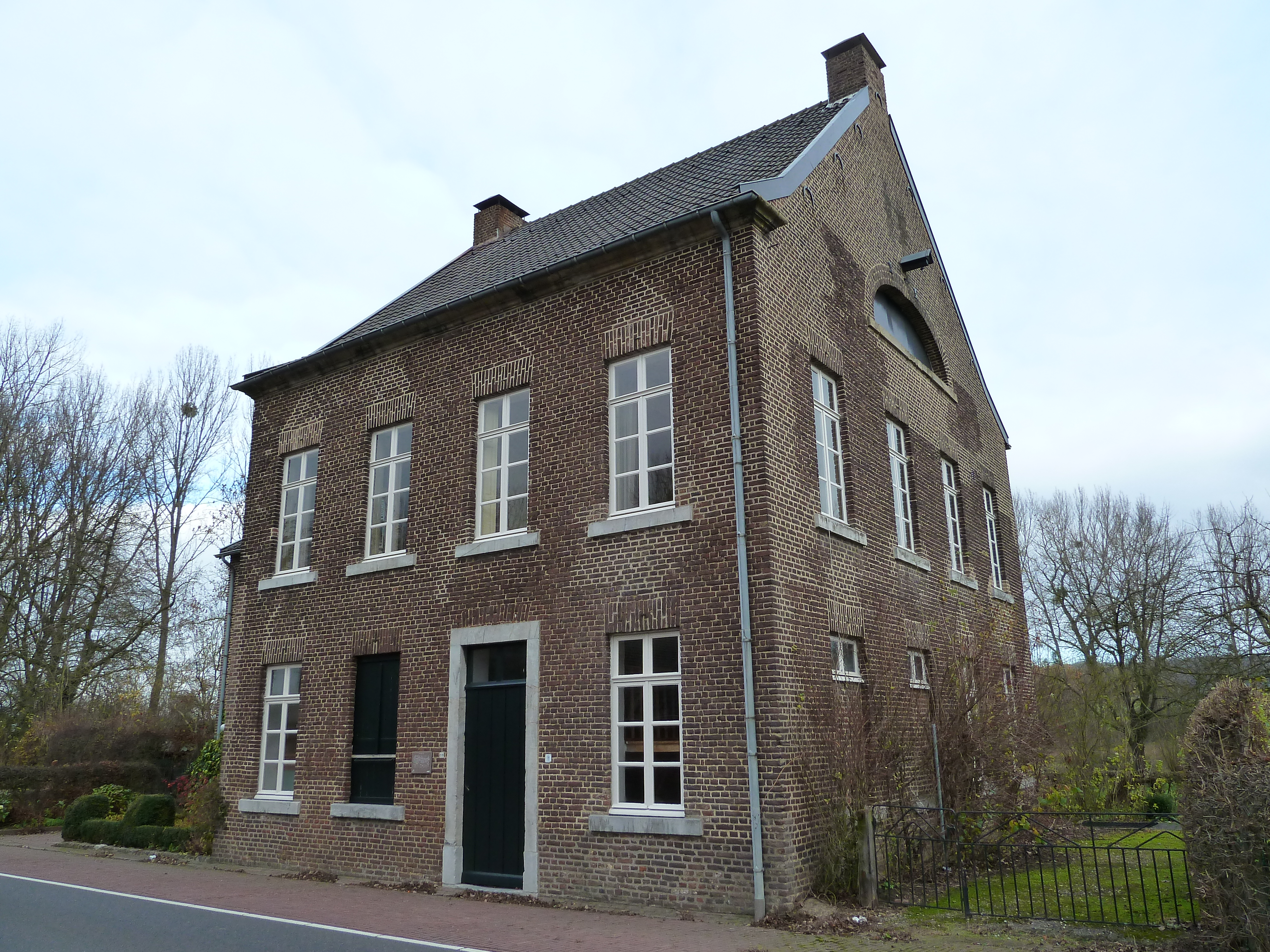